# Політична система
Політи́чна систе́ма — сукупність державних та недержавних політико-правових інститутів суспільства, між якими існують упорядковані зв'язки. Політична система суспільства виражає та забезпечує політичне життя країни.
Дане поняття об'єднує різноманітні дії і взаємини як владних груп, так і підвладних, управляючих і керованих, панівних і підпорядкованих; теоретично узагальнює діяльність і взаємозв'язки організованих форм владних відносин — державних і інших інститутів та установ, а також політичних цінностей і норм, що регулюють політичне життя членів даного суспільства.
В межах окремих держав політичне життя найбільшою мірою проявляє себе як система, а політична система найповніше проявляє свою головну функцію — суспільної інтеграції. Тому поняття «політична система» застосовують для аналізу політичного життя в межах окремих держав. Коли говорять про політичну систему суспільства, то мають на увазі саме окремі держави.

## Погляди на політичну систему
Поняття політична система має багатоаспектний характер. Тим і пояснюється неоднозначність підходів в його аналізі:
- Якщо розглядати систему в інституційному плані, то її можна звести до сукупності державних і недержавних інститутів і норм, в рамках яких проходить політичне життя даного суспільства.
- В іншому варіанті підкреслюється владний аспект політичної системи і її визначення пов'язується, головним чином, з узаконенням державного примусу як засобу регуляції взаємин між людьми.
- В третьому — політичну систему розглядають як систему авторитарного (за допомогою влади) розподілу цінностей суспільства.

Кожен з названих підходів буде коректним за умови конкретної вказівки аспекту визначення поняття…
У 50-х роках XX ст. системний підхід став широко використовуватися для дослідження політики в західній, особливо американській, політології. Системний аналіз дає можливість установити, що політична система складається з багатьох елементів, елементи складають єдине ціле, система взаємодіє з навколишнім середовищем. Певний внесок в розробку теорії політичної системи зробили політологи Мітчел Веслі Клер, Дойч К., Толкотт Парсонс, Луман Ніклас, Пауелл Г., Трумен Д., Істон Девід і Алмонд Габріель заклали основи різних варіантів концепції політичної системи. Суть підходу Істона полягає в розгляді політичної системи під кутом зору її складових підсистем, вивченні сукупності взаємодій і взаємозв'язків, які виникають всередині її. Тому він трактує політичну систему як «систему взаємодій структурних елементів, за допомогою яких у суспільстві авторитарно розподіляються цінності». Алмонд Габріель більше уваги приділяє загальним характеристикам, вивченню входів і виходів й зворотних зв'язків, які встановлюються між політичною системою та навколишнім середовищем. Алмонд визначає політичну систему як систему взаємодій структурних елементів, які виникають на вході або виході політичної системи та асоціюються «із загрозою застосування фізичного примусу».
- Політичний режим України залишається змішаним, а саме посттоталітарним — перехідним від тоталітарного до демократичного.

Головними проблемами, які суттєво стримують процес демократизації політичного режиму, зумовлюють низьку ефективність гілок влади та вимагають якнайшвидшого вирішення є такі:
Відсутність чіткого конституційного розмежування повноважень гілок влади та вищих владних інститутів. Насамперед це стосується порядку формування та припинення діяльності парламентської коаліції, підстав припинення повноважень Кабінету Міністрів, процедури здійснення деяких кадрових призначень тощо.
Недостатність законодавчого врегулювання зазначених питань, особливо тих, що зачіпають інтереси різних владних інститутів, створює постійну політичну напругу та можливість зловживання владними повноваженнями з боку окремих органів влади та посадових осіб.
Політизація конституційного процесу. Йдеться про те, що політична реформа або внесення змін до Конституції різними політичними суб'єктами сприймаються переважно крізь призму власних, переважно короткострокових політичних інтересів, та залежно від їх нинішнього статусу (перебування у владі або опозиції). Така ситуація унеможливлює стратегічне планування суспільного розвитку, зокрема розробку й впровадження такої моделі політичної системи, яка б найкраще відповідала національним інтересам України на довгострокову перспективу.
Неспроможність судової гілки влади відігравати роль неупередженого арбітра у конфліктах між іншими гілками влади. Об'єктивними причинами цього є незавершеність судової реформи в країні, відсутність реальної незалежності судової влади від інших її гілок. Політичні сили часто розглядають судові інститути як засіб вирішення політичних спорів всупереч принципам верховенства права та неупередженості судочинства.
Високий рівень патерналізму. Держава продовжує надмірно втручатися в усі сфери суспільного життя, намагаючись регулювати не лише соціально-економічні відносини, а й розвиток елементів громадянського суспільства. Це призводить до обмеження участі громадян в управлінні державою, а відтак до послаблення суспільної довіри до влади.
Відсутність єдиного розуміння політичними силами змісту національних інтересів України та спільного бачення шляхів їх втілення. На жаль, ідеологія державотворення часто підміняється кон'юнктурними політичними гаслами, що неспроможні спродукувати національну ідею та консолідувати країну.
З огляду на це, перспективи розвитку політичної системи України полягають у подальшому вдосконаленні усіх її елементів, зокрема шляхом реалізації нового етапу конституційної реформи.

## Структура політичної системи
У політичній системі суспільства розрізняють п'ять основних груп елементів: політичні інститути, політичні відносини, політичні норми, політичну свідомість і політичну культуру. Відповідно до цих елементів виділяють організаційно-інституціональну, регулятивну, функціональну, комунікативну та духовно-ідеологічну підсистеми політичної системи.
Інституціональну підсистему складають такі політичні інститути: держава та її структурні елементи, такі як парламент, уряд, політичні партії, громадсько-політичні організації, церква, органи місцевого самоврядування. У своїй сукупності ці взаємозв'язані політичні інститути утворюють політичну організацію суспільства, організаційну основу політичної системи. До політичної системи як її інститути входять не всі наявні в суспільстві громадські організації, а лише ті, що пов'язані з функціонуванням політичної влади. Залежно від ступеня залученості до політичного життя і здійснення влади розрізняють три види організацій:
- Власне, політичні організації прямо й безпосередньо здійснюють політичну владу у повному обсязі або, у крайньому випадку, прагнуть до цього. Здійснення влади або боротьба за неї є головним у їхній діяльності. Такими є держава і політичні партії.

- Політизовані або невласне політичні організації, для яких участь у здійсненні політичної влади є лише одним з аспектів їх функціонування, це — громадські організації, професійні спілки, народні рухи, об'єднання підприємців тощо.

- Неполітичні організації, якими є, наприклад, науково-технічні товариства, різноманітні аматорські об'єднання — товариства рибалок, мисливців, спортсменів тощо, за звичайних умов не беруть участі у здійсненні політичної влади. Формально діяльність таких організацій не передбачає здійснення політичної функції, проте за певних умов, ситуативно, вони можуть бути суб'єктами політики, виступаючи як групи тиску.

У своїй сукупності і взаємозв'язках політичні інститути утворюють політичну організацію суспільства, організаційну основу політичної системи. Центральна роль у політичній системі належить державі. Саме вона забезпечує політичну організованість суспільства. Особливе місце в політичній системі займають політичні партії, які є головними учасниками боротьби за завоювання, утримання й використання державної влади. Кожна партія прагне мати можливість визначати політику держави або хоча б впливати на неї. Інституціональна підсистема є основоположною як до політичної системи суспільства в цілому, так і до її окремих складових.
Регулятивну підсистему утворюють сукупність політичних норм, за допомогою яких здійснюється регулювання політичних відносин. Одні політичні норми цілеспрямовано створюються державою — норми права; інші складаються поступово під впливом політичних, економічних, духовних чинників — норми моралі, звичаї, традиції. Головною складовою регулятивної підсистеми суспільства є норми національного права.
Функціональна підсистема політичної системи знаходить своє вираження у політичному процесі й політичному режимі.
Комунікативна підсистема містить політичні відносини, тобто ті зв'язки між людьми та їх спільностями, які складаються у процесі реалізації влади або з її приводу. Інформаційно-комунікативна підсистема містить ЗМІ, засоби комунікації, науково-інформаційну інфраструктуру — тобто розгалужену мережу установ, які займаються збором, обробкою, поширенням інформації про політичне життя, пропагуючи вироблені політичні та правові норми, певну політичну свідомість і політичну ідеологію.
Духовно-ідеологічну підсистему політичної системи складають політична свідомість і політична культура.

## Функції політичної системи
Функції політичної системи — основні напрями впливу політичної системи на політичне життя суспільства:
- вироблення політичного курсу держави та визначення цілей та завдань розвитку суспільства (функція політичного цілепокладання);

- організація діяльності суспільства на виконання цілей, завдань політичної програми держави (мобілізаційна);

- функція легітимізації — приведення реального політичного життя у відповідність до офіційних політичних правових норм;

- координація окремих елементів суспільства;

- політична соціалізація (включення людини в політичну діяльність);

- артикуляція інтересів (пред'явлення вимог до осіб, що приймають політичні рішення);

- узгодження та впорядкування інтересів і потреб соціальних верств населення;

- інтеграція всіх елементів суспільства навколо єдиних для всього народу соціально-політичних цілей і цінностей;

- політична комунікація складових політичної системи.

## Типологія політичних систем
Залежно від типу політичного режиму політичні системи поділяють на:
- демократичні
- тоталітарні
- авторитарні

Типологію політичних систем за характером цінностей запропонував американський політолог Алмонд Габріель. Він розрізняв чотири типи:
1. англо-американська політична система з гомогенною культурою, що означає: більшість громадян поділяють спільні базові цінності і норми; громадяни і політичні еліти толерантні одні до одних. Багатоманітність соціальних інтересів представлена в політичній системі незалежними політичними партіями, групами інтересів, засобами масової інформації, які функціонують на демократичних засадах. Політичні системи цього типу стабільні, ефективні, здатні до саморегулювання. Англо-американський тип політичної системи склався у Великій Британії, США, Канаді, Австралії та ін..
2. континентально-європейська політична система характеризується співіснуванням і взаємодією в політичній культурі елементів старих і нових культур, традицій. Це зумовлює політичну нестабільність у суспільстві й може призводити до суттєвих змін політичної системи (Німеччина у 20 — 30 роки XX сторіччя). Притаманна Німеччині, Італії, Франції другої пол. XX — поч. XXI сторіччя.
3. доіндустріальні та частково індустріальний тип передбачає поєднання різних політичних культур і відсутність чіткого розподілу владних повноважень; цей тип склався у багатьох країнах Азії, Африки і Латинської Америки.
4. тоталітарну з гомогенною політичною культурою, що визначається відсутністю плюралізму і можливості реалізації власного інтересу. Тотальний ідеологічний вплив. Цей тип існував у фашистських Італії і нацистській Німеччині, СРСР. Зберігається донині у Північної Кореї, В'єтнамі.

За характером взаємодії з зовнішнім середовищем розрізняють:
- відкриті системи, мають динамічну структуру й широкі зв'язки з навколишнім середовищем;
- закриті системи, для яких характерна жорстко фіксована структура.

Прикладом закритої політичної системи була політична система СРСР, для якої була притаманна відсутність будь-яких зв'язків з країнами, які не належали до соціалістичного табору.

## За країною
- Категорія:Політична система за країною